# Oroperla
Oroperla is een geslacht van steenvliegen uit de familie Perlodidae. De wetenschappelijke naam van het geslacht is voor het eerst geldig gepubliceerd in 1933 door Needham.

## Soorten
Oroperla omvat de volgende soorten:
- Oroperla barbara Needham, 1933